# Richtlinie 2002/92/EG über Versicherungsvermittlung
Die Europäische Vermittlerrichtlinie (Richtlinie 2002/92/EG des Europäischen Parlaments und des Rates vom 9. Dezember 2002 über Versicherungsvermittlung) wurde am 15. Januar 2003 im Amtsblatt der EU veröffentlicht. In Deutschland erfolgte die Verkündung des Gesetzes zur Neuregelung des Versicherungsvermittlerrechts (Vermittlergesetz), durch das diese Richtlinie in nationales Recht umgesetzt wurde, am 22. Dezember 2006. Das Gesetz trat am 22. Mai 2007 in Kraft und galt für jeden Versicherungsvermittler, d. h. für jeden Versicherungsvertreter und für jeden Versicherungsmakler. Gleichzeitig trat die Versicherungsvermittlungsverordnung in Kraft, welche die Bestimmungen der geänderten Gesetze konkretisierte.
Die Richtlinie wurde notwendig, um zum einen die Dienstleistungsfreiheit für den Bereich der Versicherungsvermittlung zu ermöglichen, und zum anderen, um dem Gedanken des Verbraucherschutzes Rechnung zu tragen.
In der Richtlinie sind folgende wesentliche Punkte geregelt:
1. Eintragung der Vermittler in ein öffentlich zugängliches Register
2. Informationspflichten für den Vermittler
3. Beratungs- und Dokumentationspflichten (Beratungsprotokoll)
4. Einrichtung einer Schlichtungsstelle
5. Sicherung von Kundengeldern.

Für die Registrierung sind ein guter Leumund, der Nachweis von kaufmännischen und fachlichen Kenntnissen sowie eine Berufshaftpflicht-/Vermögensschadenshaftpflichtversicherung erforderlich. Diese kann bei firmengebundenen Vermittlern (Einfirmenvertreter und mehrfach gebundener Vermittler) durch eine uneingeschränkte Haftungsübernahme durch das entsprechende Versicherungsunternehmen ersetzt werden. 
§ 156 der Gewerbeordnung sieht Übergangsregeln vor. Versicherungsvermittler, die bereits vor dem 1. Januar 2007 tätig waren, benötigten bis zum 1. Januar 2009 noch keine Erlaubnis der zuständigen Industrie- und Handelskammer. Diese Versicherungsvermittler mussten sich auch erst ab dem 1. Januar 2009 registrieren. 
Wer ab dem 1. Januar 2007 erstmals als Versicherungsvermittler tätig wurde, musste zum 22. Mai 2007, dem Inkraftsetzungstermin des Vermittlergesetzes, die Gewerbeerlaubnis oder eine Erlaubnisbefreiung (§ 34 d Absatz 4 und 5 der Gewerbeordnung) nachweisen.
Alle anderen Regelungen waren von jedem Vermittler zu beachten. Insbesondere die Informations-, Beratungs- und Dokumentationspflichten galten nach Inkrafttreten für jeden Vermittler, auch den angestellten Versicherungsvertreter.
Die Bundesrepublik Deutschland ist das einzige Land in der EU, das bislang keine Registrierung für Versicherungsvermittler kannte. Daraus resultierte u. a., dass die Niederlassungsfreiheit innerhalb der EU für deutsche Marktteilnehmer nicht galt, da sie keine Zulassung ihres Herkunftslands nachweisen konnten. (Herkunftslandprinzip?)
Die RL 2002/92/EG wurde durch die RL 2014/65/EU überarbeitet und durch die Neufassung, die Richtlinie (EU) 2016/97 des Europäischen Parlaments und des Rates vom 20. Januar 2016 (ABl. L26/19), mit Wirkung vom 23. Februar 2018 aufgehoben bzw. ersetzt. Gemäß Artikel 43 der RL 2016/97 wurde Kapitel III-A der Richtlinie 2002/92/EG bereits mit Wirkung vom 23. Februar 2016 aufgehoben.